# Razzle Dazzle: A Journey into Dance
Razzle Dazzle: A Journey into Dance ist ein australischer Mockumentary-Film von Darren Ashton aus dem Jahr 2007. Seine Premiere feierte er am 15. Februar 2007 während der Internationalen Filmfestspiele in Berlin. Der Film spielte an den australischen Kinos 1,64 Millionen australische Dollar ein.

## Inhalt
In Australien sind ungefähr 350.000 junge Tänzer aktiv und der Film zeigt deren harte Arbeit, um einen Wettbewerb zu gewinnen. Razzle Dazzle begleitet dokumentarisch zwei Ballettschulen in Australien. Die eine Ballettschule wird vom Tanztrainer Mr. Jonathon (Ben Miller) geleitet. Diese Schule befindet sich in einem nicht näher beschriebenen Vorort und ist in ihrer Arbeit sehr experimentierfreudig. Der Tanztrainer setzt hier aktuelle Themen (AIDS, Atomkrieg) choreografisch mit seinen Auszubildenden um. Die zweite Ballettschule wird von Ms. Elisabeth (Kerry Armstrong) geleitet, die eher den traditionellen Ballettthemen zugewandt ist. Ms. Elisabeth hat schon mehrfach die Sanosafe Troupe Spectacular gewonnen. Dies ist der größte australische Tanzwettbewerb für junge Tanzauszubildende. Im Halbfinale treffen die Auszubildenden von Mr. Jonathan und die von Ms. Elisabeth aufeinander. Diese Halbfinale gewinnt die Tanzgruppe von Mr. Jonathan mit einer Interpretation der Emanzipation von afghanischen Frauen gegen die Taliban.

## Produktion
Der Film wurde von der Film Finance Corporation Australia und dem New South Wales Film and Television Office gefördert. Gefilmt wurde auf 35-mm-Film im Seitenverhältnis 1.85:1 und mit Dolby-Digital-Ton. Eine FSK und JMK wurde für den Film nicht beantragt. In Australien bekam der Film von der Australian Classification die Einordnung zu Parental Guidance (PG).

## Rezeption
Razzle Dazzle: A Journey into Dance wurde in der Filmbesprechung von der Australian Catholic Office for Film & Broadcasting wohlwollend aufgenommen. Auch der The-Guardian-Kritiker Andrew Pulver bewertet diesen Film positiv. Er sieht die „[…] pushy parents, bizarre clothing, permatans-and-wigs, hard-as-tin Aussie accents. Like many mock-docs, it struggles to establish the patina of reality, but it makes up for it with some very funny jokes […]“ Der Kritiker Philip French vom The Observer sieht den Film ebenfalls positiv mit: „[…] you're fed up with mockumentaries, there's a lot to enjoy in Razzle Dazzle, which purports to be a cinema-direct report on dance competitions between teams of young girls attending suburban dance academies in Australia. […]“

## Auszeichnungen
Der Film wurde vom National Film and Sound Archive aufgenommen.